# Goni, Sydsardinien
Goni är en ort och kommun i provinsen Sydsardinien i regionen Sardinien i sydvästra Italien. Kommunen hade 478 invånare (2017).